# Salmo stomachicus
Die  Salmo stomachicus  ist eine Fischart aus der Familie der Lachsfische (Salmonidae), die endemisch im Lough Melvin im Norden Irlands und möglicherweise in weiteren irischen und schottischen Seen vorkommt.

## Merkmale
Die Art erreicht eine Länge von bis zu 36 Zentimetern. Die Körperhöhe findet sich 3,3 bis 3,8 mal in der Standardlänge. Körper und Flossen sind goldbraun bis gelb mit zahlreichen schwarzen Flecken, dazu kommen leuchtend orange-rote Flecken, die sich vor allem auf und unter dem Seitenlinienorgan finden. 

## Lebensweise
Salmo stomachicus besiedelt Flachwasserbereiche des Sees. Als Nahrung dienen vorwiegend Schnecken und Köcherfliegenlarven, daneben auch andere bodenbewohnende Wirbellose. Von November bis Dezember wird Laich in der Nähe des Seeablaufs und möglicherweise am sandigen Nordufer abgelegt.

## Bedrohung
Salmo stomachicus wird in der Roten Liste der gefährdeten Arten als gefährdet (Vulnerable) geführt.